# هات-۷
هات-۷ (به انگلیسی: HOT-7) با فرمول شیمیایی C۱۳H۲۱NO۳S یک ترکیب شیمیایی است. که جرم مولی آن ۲۷۱٫۳۷۴ g/mol می‌باشد. 